# Демийи, Стефан
Стефан Демийи (фр. Stéphane Demilly) — французский политик, депутат Национального собрания Франции, член партии Союз демократов и независимых.

## Биография
Родился 26 июня 1963 г. в Альбере (департамент Сомма). Сын бывшего сенатора и президента Генерального совета департамента Сомма Фернана Демийи. Вступив, согласно семейной традиции, в состав партии Союз за французскую демократию, после разделения партии в 2007 году перешел в ряды пропрезидентского Нового центра.
В 2002 году впервые был избран, а в 2007 году переизбран депутатом Национального собрания Франции от 5-го избирательного округа департамента Сомма. На выборах в Национальное собрание 2012 г. был кандидатом правых по 5-му избирательному округу департамента Сомма и одержал победу, получив 55,47 % голосов.
На выборах в Национальное собрание 2017 г. Стефан Демийи стал кандидатом партии Союз демократов и независимых по 5-му избирательному округу департамента Сомма и сохранил мандат депутата, победив с 53,85 % голосов уже в 1-м туре. После этого ушел в отставку с поста мэра Альбера.
В марте 2020 года Стефан Демийи  возглавил список правоцентристской партии Союз демократов и независимых на муниципальных выборов в городе Альбер и привел его к побеле в 1-м туре с 50,96 % голосов, обеспечив тем самым переизбрание своему преемнику на посту мэра Клоду Клике. 
27 сентября 2020 года Стефан Демийи возглавил партийный список на выборах сенаторов от департамента Сомма. Список занял первое место и получил один мандат сенатора, который достался Демийи. Через три дня после этого в силу требований закона о невозможности совмещения мандатов он сдал мандат депутата Национального собрания.
В 2017 году Стефан Демийи вместе с Сильвеном Шампонуа получил премию Луи Кастекса Французской академии за книгу «Анри Потес. Промышленная авантюра» (Henry Potez. Une aventure industrielle) об одном из основателей французской авиационной промышленности.

## Занимаемые выборные должности
19.03.1989 — 30.06.2017 — мэр города Альбер 

1992 — 1993 — член регионального совета Пикардии 

1993 — 1998 — вице-президент регионального совета Пикардии 

1998  — 2002 — член регионального совета Пикардии 

16.06.2002 — 30.09.2020 — депутат Национального собрания Франции от 5-го избирательного округа департамента Сомма 

с 15.03.2020 — член совета города Альбер 

с 01.10.2020 — сенатор Франции от департамента Сомма